# Escut de l'antic Hospital de Catí
L'Escut de l'Antic Hospital de Catí, a la comarca de l'Alt Maestrat, és un escut de la vila que se situa en la façana de l'antic hospital de la població. Està catalogat com Bé d'Interès Cultural dins del Conjunt Històric Artístic de la localitat, amb anotació ministerial n º RI - 51-0011333, i data d'anotació 22 de març de 2005; segons consta a la Direcció General de Patrimoni Artístic de la Generalitat Valenciana.

## Descripció historicoartística
L'Antic Hospital està situat en l'anomenat "Raval de les Escoles", i la seva fundació pot datar-se al segle xiv, aproximadament a 1321. Es tractava d'un hospital per a la cura de malalts i dotat amb tres llits. Al segle xviii va patir una considerable renovació que es troba documentada, igual que va passar amb la capella, que va ser beneïda el 31 de desembre de 1739.
Presenta petites proporcions i una considerable pobresa constructiva, però malgrat això és de gran importància, ja que és un dels pocs testimonis que hi ha d'aquest tipus d'arquitectura.
Pot destacar-se la fornícula de la façana la qual albergava una escultura de la Santíssima Trinitat, fins a 1936. També a la façana hi havia una espadanya i es conserva, encara que amb molt poca qualitat, l'escut de la vila.
La façana s'ha conservat fins a l'actualitat, utilitzant-se en aquests moments l'edifici com la Llar de Jubilats.